# The College Dropout
The College Dropout é o álbum de estréia do artista americano de hip-hop Kanye West, lançado em 10 de fevereiro de 2004, pela Roc-A-Fella Records. Foi gravado durante um período de quatro anos, começando em 1999. Antes do lançamento do álbum, West tinha trabalhado em The Blueprint, do rapper Jay-Z, de 2001, que mostrou seu estilo melódico e soulful da produção do hip hop. Produzido inteiramente por West, The College Dropout conta com a participação musical de Jay-Z, John Legend, Ervin "EP" Pope, Miri Ben-Ari, Syleena Johnson, e Ken Lewis. Descartando a persona gangster então dominante no hip hop, as letras de West sobre os temas do álbum preocupação da família, religião, auto-consciência, do materialismo e lutas pessoais.
O álbum estreou no número dois no gráfico da Billboard 200 dos EUA, vendendo 441.000 cópias em sua primeira semana. Foi um grande sucesso comercial, produzindo cinco singles que alcançaram sucesso nas paradas. Após a sua libertação, The College Dropout recebeu aclamação geral dos críticos de música e ganhou vários prêmios West, incluindo um Grammy Awards para Melhor Álbum de Rap na quadragésima sétima edição da premiação. Ele é o álbum mais vendido de West, nos Estados Unidos, com vendas de mais de 3,1 milhões de exemplares e as vendas mundiais de mais de quatro milhões de cópias. Rolling Stone nomeou o álbum como o décimo melhor da década de 2000.

## Faixas
| No. | Faixa                                                            | Produtor                       | Duração |
| --- | ---------------------------------------------------------------- | ------------------------------ | ------- |
| 1.  | "Intro"                                                          | Kanye West                     | 0:19    |
| 2.  | "We Don't Care"                                                  | Kanye West                     | 3:59    |
| 3.  | "Graduation Day"                                                 | Kanye West                     | 1:22    |
| 4.  | "All Falls Down" (featuring Syleena Johnson)                     | Kanye West                     | 3:43    |
| 5.  | "I'll Fly Away"                                                  | Kanye West                     | 1:09    |
| 6.  | "Spaceship" (featuring GLC & Consequence)                        | Kanye West                     | 5:24    |
| 7.  | "Jesus Walks"                                                    | Kanye West                     | 3:13    |
| 8.  | "Never Let Me Down" (featuring Jay-Z & J. Ivy)                   | Kanye West                     | 5:24    |
| 9.  | "Get Em High" (featuring Talib Kweli & Common)                   | Kanye West                     | 4:49    |
| 10. | "Workout Plan"                                                   | Kanye West                     | 0:46    |
| 11. | "The New Workout Plan"                                           | Kanye West                     | 5:22    |
| 12. | "Slow Jamz" (featuring Twista & Jamie Foxx)                      | Kanye West                     | 5:16    |
| 13. | "Breathe In Breathe Out" (featuring Ludacris)                    | Kanye West, Brian Miller*      | 4:06    |
| 14. | "School Spirit Skit 1"                                           |                                | 1:18    |
| 15. | "School Spirit"                                                  | Kanye West                     | 3:02    |
| 16. | "School Spirit Skit 2"                                           |                                | 0:43    |
| 17. | "Lil Jimmy Skit"                                                 |                                | 0:53    |
| 18. | "Two Words" (featuring Mos Def, Freeway & The Harlem Boys Choir) | Kanye West                     | 4:26    |
| 19. | "Through the Wire"                                               | Kanye West                     | 3:41    |
| 20. | "Family Business"                                                | Kanye West                     | 4:38    |
| 21. | "Last Call"                                                      | Kanye West, Evidence*, Porse** | 12:40   |

(*) co-produtor

(**) produtor adicional

## Posições
| Parada (2004)                                     | Melhor posição |
| ------------------------------------------------- | -------------- |
| Estados Unidos - Billboard 200                    | 2              |
| Estados Unidos - Billboard Top R&B/Hip-Hop Albums | 1              |
| Estados Unidos - Billboard Top Rap Albums         | 1              |
| França - French Albums Chart                      | 98             |
| Alemanha - German Albums Chart                    | 77             |
| Suécia - Swedish Albums Chart                     | 39             |
| Reino Unido - UK Albums Chart                     | 12             |

### Certificações
| País           | Provedor     | Certificação |
| -------------- | ------------ | ------------ |
| Canadá         | Music Canada | Platina      |
| Nova Zelândia  | RIANZ        | Ouro         |
| Reino Unido    | BPI          | 2× Platina   |
| Estados Unidos | RIAA         | 3× Platina   |